# Cima Seirasso
La Cima Seirasso (2.436 m s.l.m.) è una montagna delle Alpi Liguri nella sottosezione delle Alpi del Marguareis.

## Toponimo
Un tempo la montagna veniva chiamata Grop della Ciappa, come documentato da alcune antiche carte geografiche. Il termine seirass in piemontese indica la ricotta o latticini simili alla ricotta.

## Caratteristiche

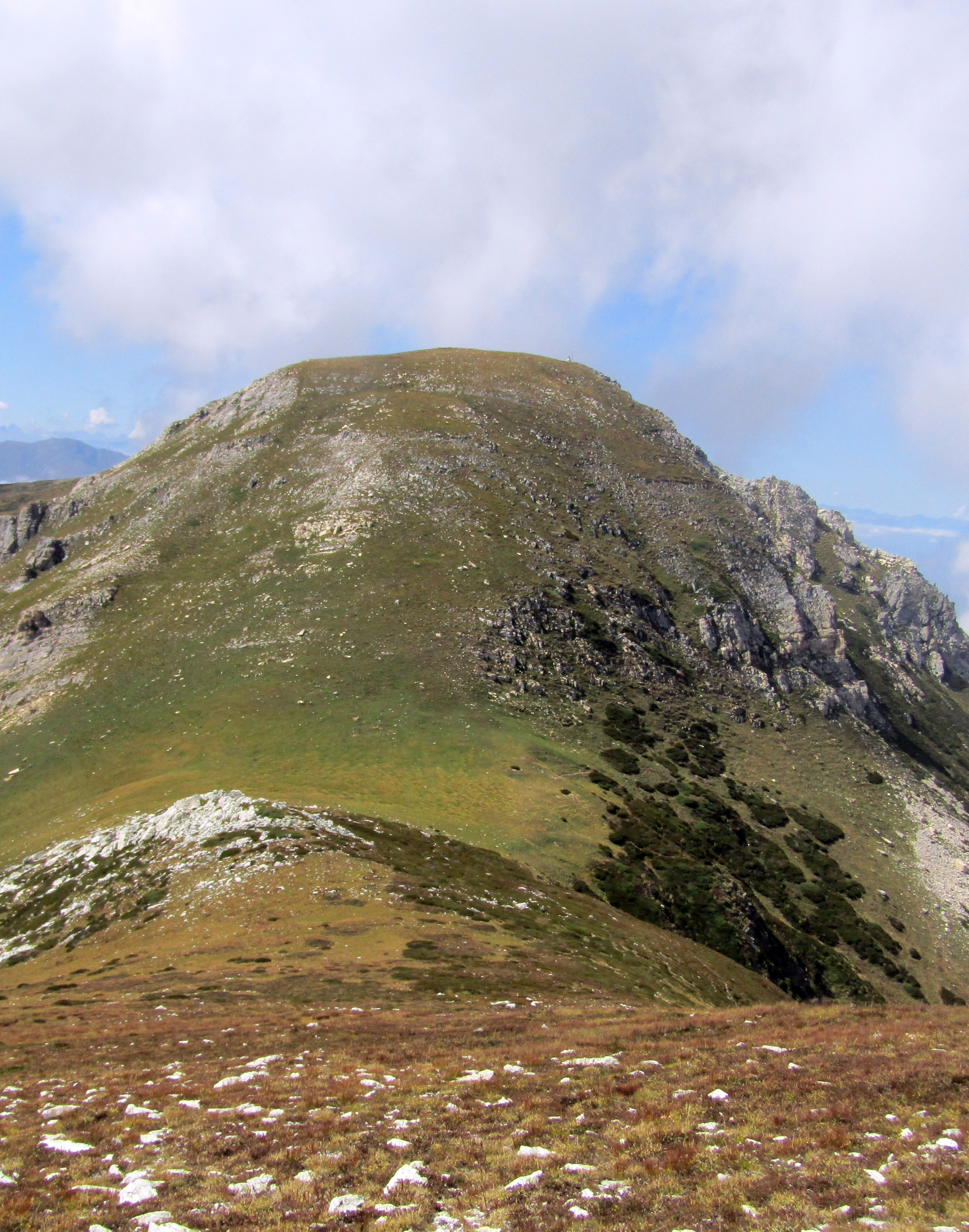
Vista da sud-est

Si tratta di un rilievo calcareo. Si trova sullo spartiacque tra due valli del monregalese: il suo versante occidentale scende sulla valle Ellero, il versante orientale dà sulla val Corsaglia. Partendo dalla Cima Seirasso lo spartiacque prosegue verso sud-est con le elevazioni a quota 2423 e 2372, scende verso il Colle Brignola - Seirasso (2329 m), per poi proseguire con la Cima della Brignola. Nella direzione opposta il crinale intervallivo collega invece la montagna con il Mondolè. Una terza cresta, diramandosi dallo spartiacque Ellero/Corsaglia in corrispondenza di una anticima a quota 2.381, divide il solco principale della Valle Ellero dal vallone del Rio Curassa e collega la cima Seirasso con il Monte Castello. Nei pressi del punto culminante della montagna si trova un piccolo tempietto triangolare. La prominenza topografica della Cima Seirasso è di 126 metri.

## Salita alla vetta

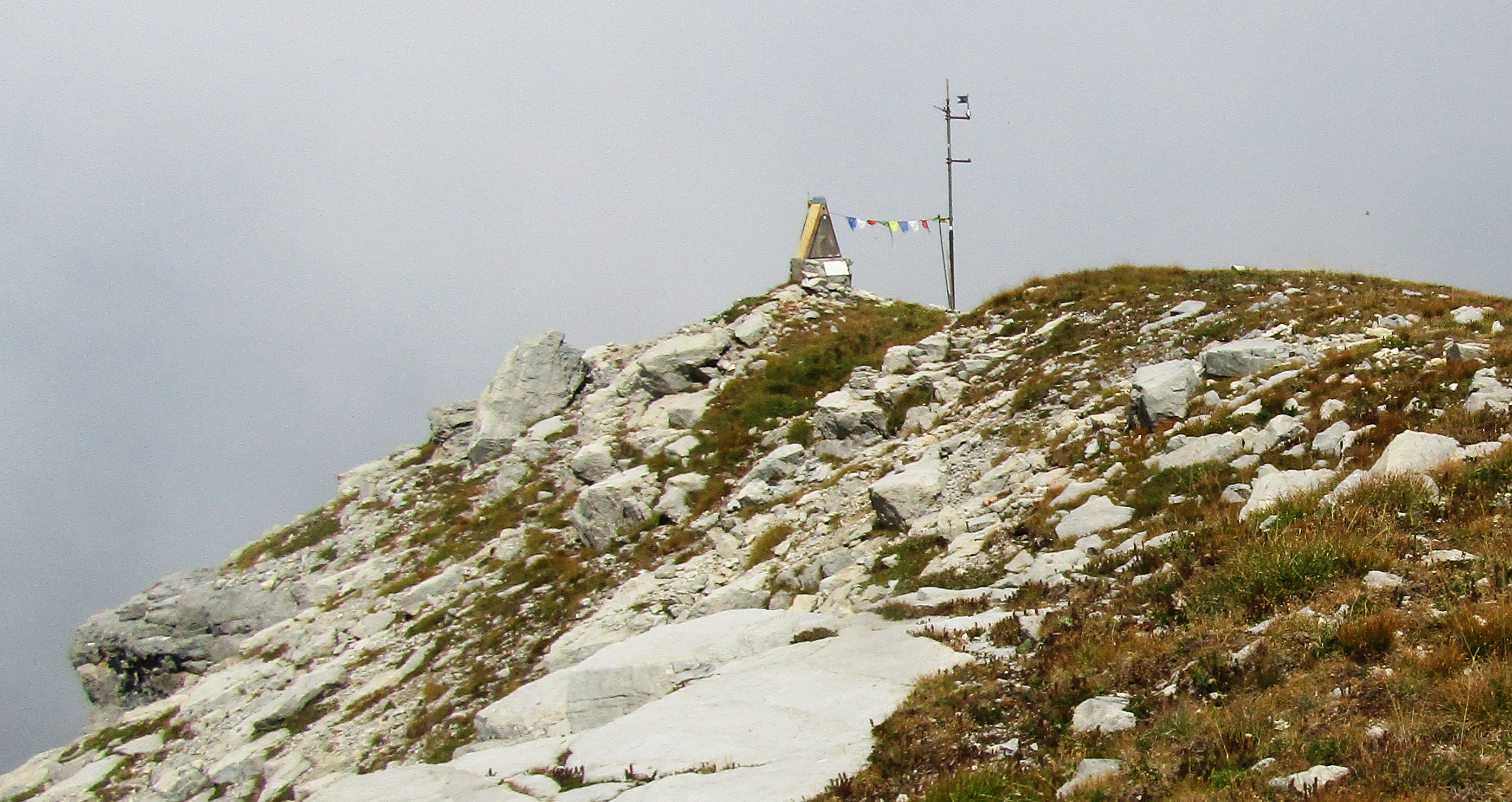
La sommità della montagna

La montagna è accessibile per la cresta nord-ovest a partire dal Colle Brignola - Seirasso oppure dal Rifugio Balma. Si tratta di percorsi di tipo escursionistico, la cui difficoltà è valutata come E.

### Accesso invernale
La Cima Seirasso è meta di alcuni percorsi scialpinistici, che partono da località diverse; in particolare dalla Val Corsaglia la si può raggiungere da Artesina.

### Punti d'appoggio
- Havis De Giorgio, in valle Ellero.
- Rifugio Balma, sullo spartiacque val Maudagna/val Corsaglia.